# Migranya (revista)
Migranya va ser una revista satírica sortida a Reus del 17 de novembre de 1921 al 5 de gener de 1922, amb 8 números.

## Història
Al primer número Migranya es presenta als lectors reusencs: "S'ha acabat la por, s'ha acabat el silenci: nosaltres us venim a despertar per a que ens seguiu, i així serà més gran la barrila..." Però immediatament presenten una declaració de principis d'un ideal que creuen que tothom hauria de sentir "la nacionalització de Catalunya, encar que per obstacle se'ns hi posin aquestes lumbreres sense flama, aquests mercaders de política local, aquesta corrupció d'homes que malversen el temps, per escatimar al nostre poble aquell aire de catalanitat i honradesa que sempre ha sigut objecte".

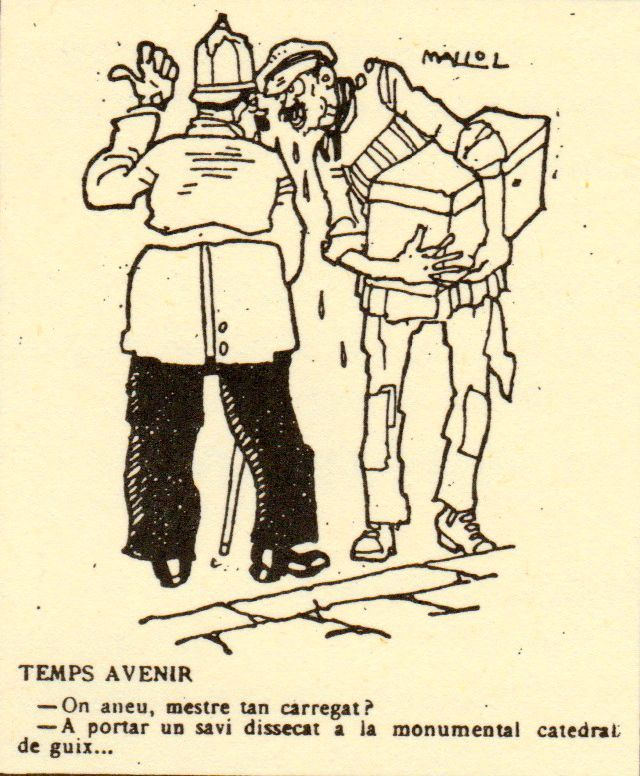
Dibuix de Mallol a Migranya fent crítica a la "catedral de guix", el Centre de Lectura

Coincideix en el temps amb Paricu, una altra publicació satírica reusenca que es mostra independent respecte als partits polítics. Migranya però, té un clar lligam amb el Foment Nacionalista Republicà, i els seus polítics i afiliats de renom seran fins i tot elogiats des de la revista, com és el cas de l'alcalde Loperena. En general, els prohoms locals que mostren unes actituds nacionalistes queden fora del punt de mira dels atacs de la revista. Les classes benestants locals i les entitats com El Círcol o el Centre de Lectura són els que rebran les crítiques més dures.
Dels col·laboradors només s'ha pogut confirmar la presència de Salvador Torrell, encara que la postura descaradament partidista de Migranya fa creure que els redactors eren membres del Foment Nacionalista Republicà.
La qualitat de les il·lustracions és molt bona, i hi trobem firmes com la de Ferran Casajuana (Ksa) i de Mallol.
De format quartilla, tenia quatre pàgines, l'imprimia la Impremta Vila i valia 10 cèntims.

## Localització
- Biblioteca Central Xavier Amorós de Reus.[3]
- Biblioteca del Centre de Lectura de Reus.[4]